# Coleophora sahariana
Coleophora sahariana é uma espécie de mariposa do gênero Coleophora pertencente à família Coleophoridae.